# Мальтийский язык жестов
Мальтийский язык жестов (Maltese: Lingwa tas-Sinjali Maltija, LSM) - молодой язык жестов Мальты. Он развился в свою современную форму в 1980 году с созданием первого клуба глухих на Мальте и последующим использованием его в образовании глухих. Предшествующая история LSM не записана, хотя есть некоторые признаки, указывающие на контакт с британским языком жестов (Мальта была британской колонией до 1964 года). Однако этих признаков относительно мало, и LSM не входит в семейство BSL.
Мария Галеа описала использование жестового письма при написании мальтийского языка жестов.
Мальтийская общественная вещательная компания PBS Ltd. начала транслировать ночные выпуски новостей в LSM в своей сети TVM2 в 2012 году.